# شیما نیاورانی
شیما نیاورانی متولد ۷ ژوئیه ۱۹۸۵ (۱۶ تیر ۱۳۶۴) در تهران) بازیگر و خواننده ایرانی-سوئدی است. وی در بیش از ۴۰ تولید در تئاتر، فیلم، تلویزیون و رادیو بازی کرده‌است. نیاورانی در نوزده سالگی در نمایش (خودآموز در عمل یک‌نفره) که کارگردانی و بازی در آن بود موفقیت درآمد خود را کسب کرد. او بیش از یک سال با این نمایش گشت و گذار کرد و کارهای او جوایز زیادی دریافت کرد. او شاید بیشتر بخاطر موسیقی انفرادی (شیما نیاورانی یک سوپرمن است) شناخته شود که در سال ۲۰۱۰ از SVT پخش شد و همچنین برای بازی در نقش "Maiken" در سریال همه چیز می‌افتد TV4 که توسط هنریک شیفرت کارگردانی شد.
شیما تا در عمل درام، استکهلم تئاتر شهر، در سودرا تئاترن، رادیو تئاتر، ریکستر، و مراحل دیگر. در طی سال ۲۰۰۷، او نقش اصلی را به عنوان بیوه Queck در فیلم (نانوایی Bageriet) برتولت برشت بازی کرد. در سال ۲۰۰۸، او نقش اصلی «هدویگ» را در گوران تونستروم «دزد» در استادیوم اوپسالا بازی کرد. از دیگر نقش‌های این تئاتر می‌توان به نمایشنامه ملکه کریستینا، ریگولتو و نمایش ناتبی دربارهٔ قتل ناتبی اشاره کرد.
در روزنامه داگنز نی هتر خلاصه سال تئاتر در سال ۲۰۰۹ به نیاورانی برای بازی به یاد ماندنی در دروتینگ کریستینا اشاره شد. شیما نیاورانی همچنین در فیلم و تلویزیون بازی کرده‌است. او در فیلم «جنگجویان عشق» سیمون استاهوس نقش اصلی را داشت. او در داگنز نی هتر جایزه "یکی از ستاره‌های فیلم فرداً را دریافت کرد. او همچنین در تقویم کریسمس اس وی تی "Gyllene Knorren"، سریال زندگی در فاگرویک ایفای نقش کرده‌است و همچنین عضو هیئت مدیره SVTs Gomorron Sverige و بارها در TV4s Nyhetsmorgon بوده‌است. نیاورانی به خاطر شخصیت کمدی خود که در نمایش‌های طنز رادیو سوئد P3 شنیده می‌شود "Lilla Al Fadji" , "خبرنگار عروسی" و "بهشت طنز" شناخته می‌شود. اما همچنین تولیدات درام مانند "شنل قرمزی و گرگ هاً که وی در آن شنل قرمزی سوار را بازی کرد.
در ۲۲ ژوئیه ۲۰۱۴، نیاورانی در در اسکانسن آواز بخوانید شرکت کرد و دو ترانه خواند که یکی از آنها آهنگ خودش بود "Shimmy Shimmy Shimmy Shine".
در سال ۲۰۱۵، او در سریال کمدی Boy Machine بازی کرد که از TV4 پخش شد؛ و در همان سال او نمایش حرکتی شب فیلم با شیما را در SVT ارائه داد.
او در فیلم او امشب دوباره وحشی است که در ۱۲ نوامبر به نمایش درآمد، نقش اول را داشت. او همچنین در تقویم کریسمس SVTs به نام هزار سال تا شب میلاد به همراه لوتا لوندگرن و اریک هاگ بازی کرد. در سال ۲۰۱۶ او در فصل دو SVT سری ۳۰ درجه در ماه فوریه بازی خواهد کرد.

## زندگی خصوصی
شیما نیاورانی متولد ۱۶ تیرماه ۱۳۶۴ در تهران است. او خواهر کوچکتر شبلی نیاورانی بازیگر و کمدین ایرانی-سوئدی است.

## فیلم‌شناسی
- ۲۰۰۹ - جنگجویان عشق
- ۲۰۰۹ - زندگی در فاگرویک
- ۲۰۱۳ - همه چیز می‌افتد
- ۲۰۱۴ - چیزی باید خراب شود
- ۲۰۱۴ - عینک کراکل
- ۲۰۱۶ - پیرمرد صدساله‌ای که فلنگ را بست و ناپدید شد